# Ali al-Aradj
Sultan Abu l-Hasan Mulay Ali al-Araj ibn Ismail al-Samin (àrab علي), fou sultà del Marroc de la dinastia alauita. Era fill de Mulay Ismail.
Després d'una campanya militar a l'Atles central que va fracassar els Abid al-Bukhari (exèrcit de negres creat pel seu pare Mawlay Ismail) van deposar el seu germanastre Abd Allah ben Ismail el 28 de setembre de 1734 i el van posar al tron sent proclamat a Fes el 25 d'octubre de 1734. Els Abid al-Bukhari el van deposar el 14 de febrer de 1736 i van tornar a cridar a Abd Allah ben Ismail.
Va morir a Fes l'abril del 1737.